# Арлос
Арло́с (фр. Arlos, окс. Arlòs) — коммуна во Франции, находится в регионе Юг — Пиренеи. Департамент — Верхняя Гаронна. Входит в состав кантона Сен-Беа. Округ коммуны — Сен-Годенс.
Код INSEE коммуны — 31017.

## География
Коммуна расположена приблизительно в 680 км к югу от Парижа, в 100 км к юго-западу от Тулузы.
На севере коммуны протекает река Гаронна. Большую часть территории коммуны занимают леса.

## Климат
Климат умеренно-океанический. Зима мягкая и снежная, весна характеризуется сильными дождями и грозами, лето сухое и жаркое, осень солнечная. Преобладают сильные юго-восточные и северо-западные ветры.

## Население
Население коммуны на 2010 год составляло 95 человек.
| 1962 | 1968 | 1975 | 1982 | 1990 | 1999 | 2010 |
| ---- | ---- | ---- | ---- | ---- | ---- | ---- |
| 147  | 172  | 145  | 140  | 104  | 90   | 95   |

## Администрация
| Период | Период | Фамилия          | Партия                              | Примечания |
| ------ | ------ | ---------------- | ----------------------------------- | ---------- |
| 1977   | 1995   | Морис Кортижос   | Французская коммунистическая партия |            |
| 1995   | 2001   | Реймон Дюбо      |                                     |            |
| 2001   | 2014   | Катрин Рибис     |                                     |            |
| 2014   | 2020   | Жан-Пьер Ребюффо |                                     |            |

## Экономика
В 2010 году среди 65 человек трудоспособного возраста (15—64 лет) 48 были экономически активными, 17 — неактивными (показатель активности — 73,8 %, в 1999 году было 65,1 %). Из 48 активных жителей работали 40 человек (23 мужчины и 17 женщин), безработных было 8 (2 мужчин и 6 женщин). Среди 17 неактивных 3 человека были учениками или студентами, 8 — пенсионерами, 6 были неактивными по другим причинам.

## Достопримечательности
- Церковь Св. Мартина

## Фотогалерея

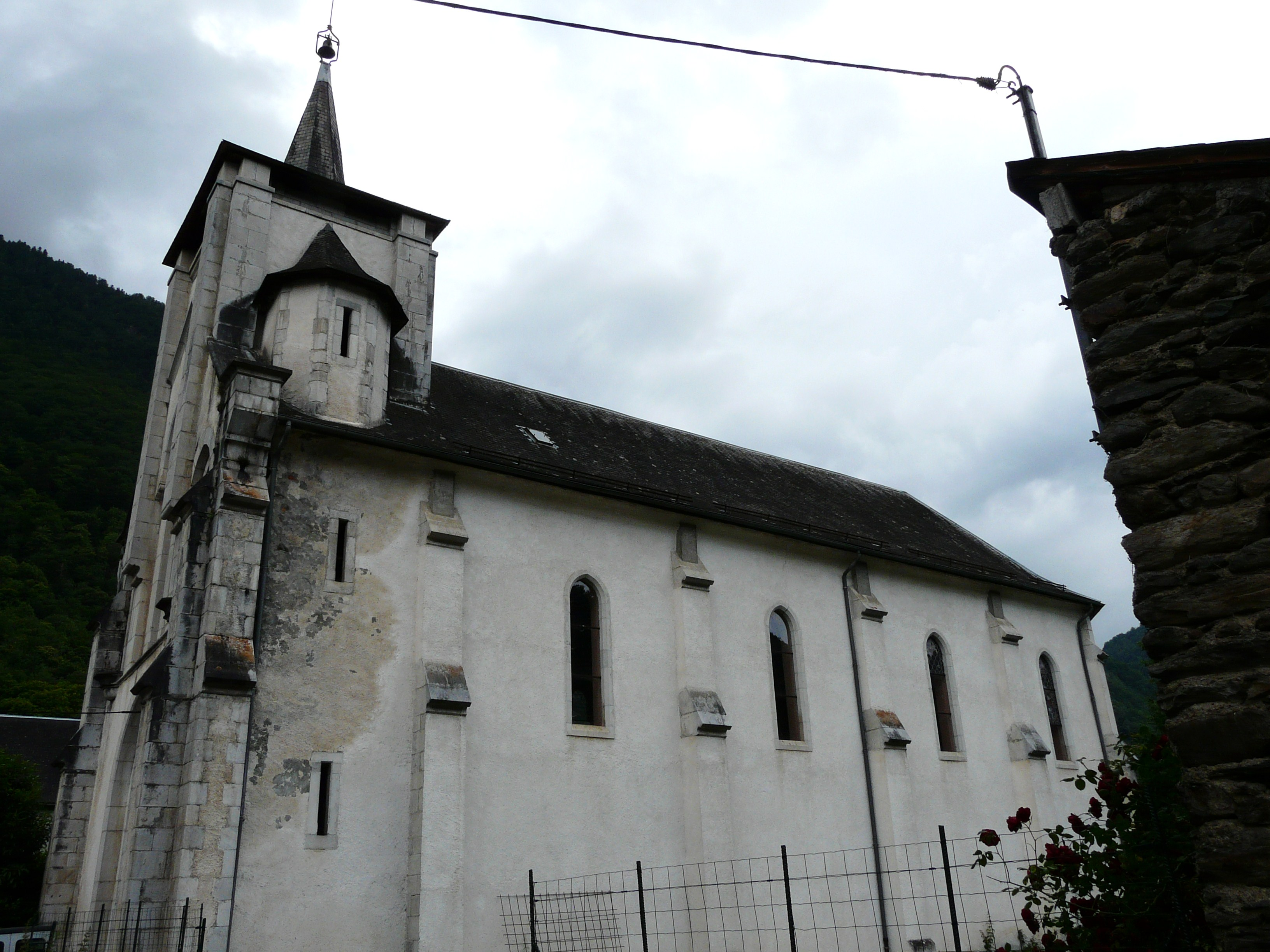
Церковь Св. Мартина
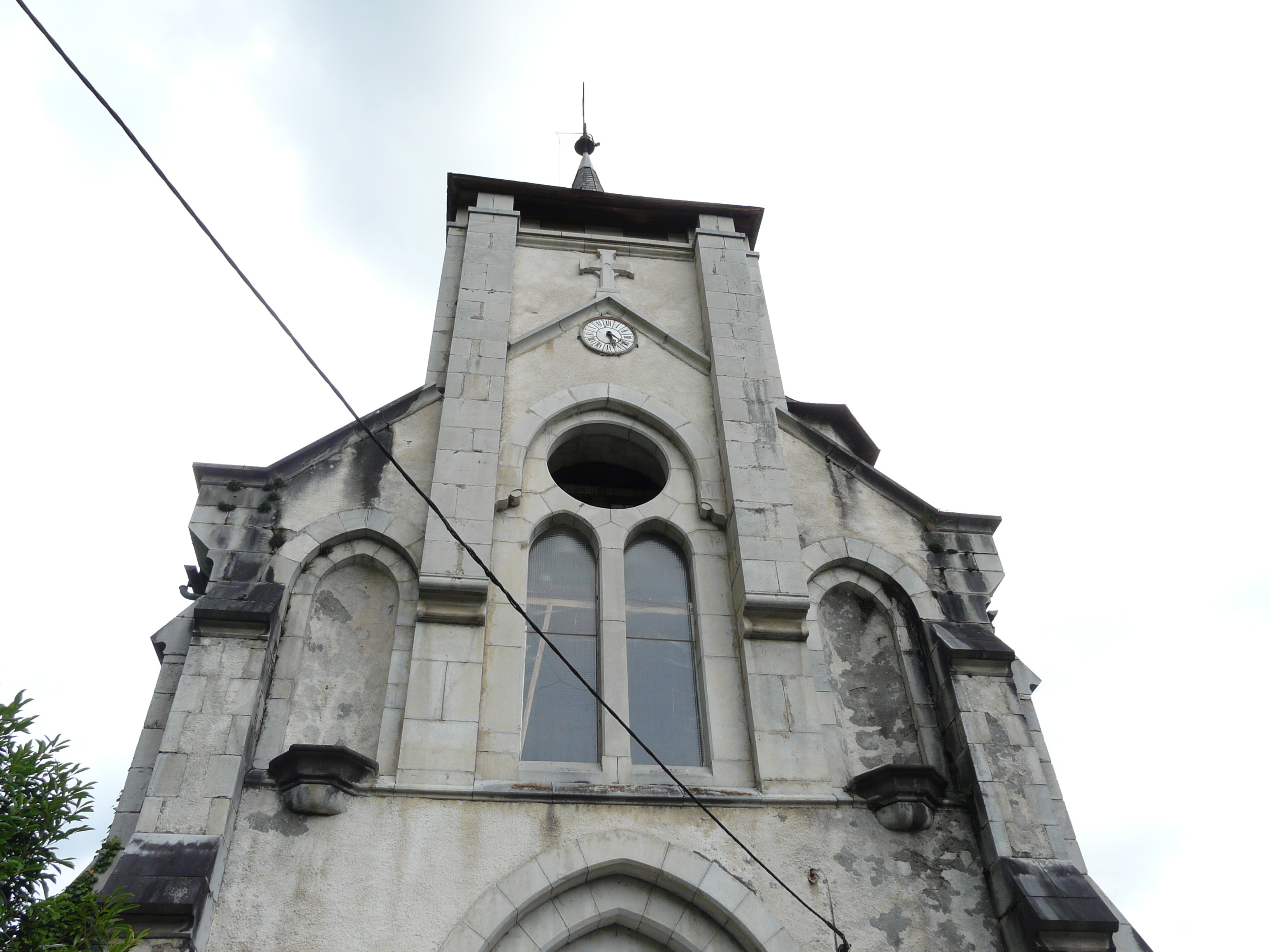
Церковь Св. Мартина
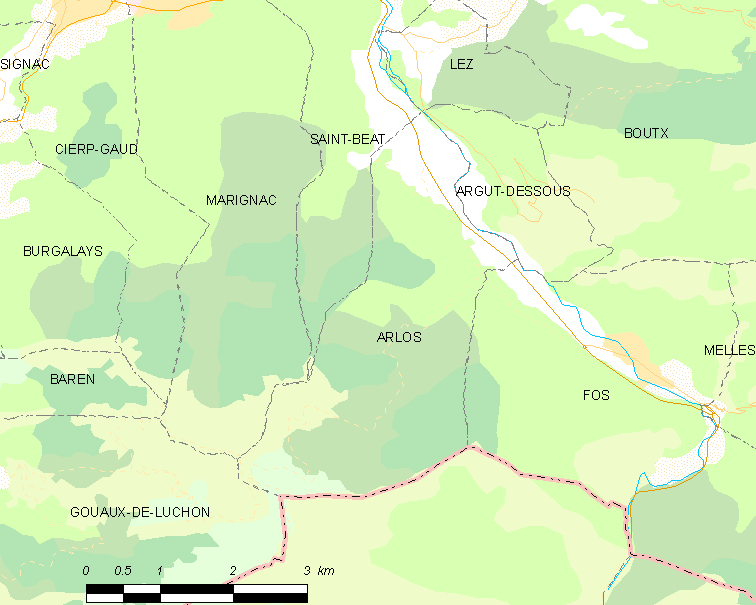
Карта коммуны